# Jamie Bynoe-Gittens
Jamie Jermaine Bynoe-Gittens (Londres, Inglaterra, Reino Unido, 8 de agosto de 2004) es un futbolista británico. Juega de delantero y su equipo es el Chelsea de la Premier League inglesa.

## Trayectoria
Formado en las inferiores del Reading F. C., también jugó cuando era pequeño en las inferiores del Chelsea F. C. En 2018 se unió al equipó sub-14 del Manchester City F. C., rechazando una oferta del Arsenal F. C.
Tras dos años en Mánchester, en 2020 fichó por el Borussia Dortmund alemán. Sus actuaciones en las inferiores y en la Liga Juvenil de la UEFA lo llevó a ser promovido al primer equipo en la temporada 2021-22. Debutó el 16 de abril de 2022 en la victoria por 6-1 sobre el VfL Wolfsburgo en la Bundesliga.

## Selección nacional
Es internacional en categorías inferiores por Inglaterra desde la sub-15.
En junio de 2022 fue titular en el equipo de la selección de Inglaterra sub-19 que ganó el Campeonato Europeo de la UEFA Sub-19 2022.

## Estadísticas

### Clubes
Actualizado al último partido disputado el 17 de junio de 2025.
| Club                         | Div.          | Temporada     | Liga  | Liga  | Liga   | Copas nacionales | Copas nacionales | Copas nacionales | Copas internacionales | Copas internacionales | Copas internacionales | Total | Total | Total  |
| Club                         | Div.          | Temporada     | Part. | Goles | Asist. | Part.            | Goles            | Asist.           | Part.                 | Goles                 | Asist.                | Part. | Goles | Asist. |
| ---------------------------- | ------------- | ------------- | ----- | ----- | ------ | ---------------- | ---------------- | ---------------- | --------------------- | --------------------- | --------------------- | ----- | ----- | ------ |
| Borussia Dortmund · Alemania | 1.ª           | 2021-22       | 4     | 0     | 0      | 0                | 0                | 0                | 0                     | 0                     | 0                     | 4     | 0     | 0      |
| Borussia Dortmund · Alemania | 1.ª           | 2022-23       | 15    | 3     | 1      | 3                | 0                | 0                | 2                     | 0                     | 0                     | 20    | 3     | 1      |
| Borussia Dortmund · Alemania | 1.ª           | 2023-24       | 25    | 1     | 6      | 2                | 0                | 1                | 7                     | 1                     | 1                     | 34    | 2     | 8      |
| Borussia Dortmund · Alemania | 1.ª           | 2024-25       | 32    | 8     | 4      | 2                | 0                | 0                | 15                    | 4                     | 1                     | 49    | 12    | 5      |
| Borussia Dortmund · Alemania | Total club    | Total club    | 76    | 12    | 11     | 7                | 0                | 1                | 24                    | 5                     | 2                     | 107   | 17    | 14     |
| Total carrera                | Total carrera | Total carrera | 76    | 12    | 11     | 7                | 0                | 1                | 24                    | 5                     | 2                     | 107   | 17    | 14     |

## Palmarés

### Títulos internacionales
| Título                               | Selección                      | País       | Año  |
| ------------------------------------ | ------------------------------ | ---------- | ---- |
| Campeonato Europeo de la UEFA Sub-19 | Selección de Inglaterra sub-19 | Eslovaquia | 2022 |

## Vida personal
Nacido en Inglaterra, es descendiente barbadense.